# Asota confinis
Asota confinis är en fjärilsart som beskrevs av Rothschild 1897. Asota confinis ingår i släktet Asota och familjen nattflyn. Inga underarter finns listade i Catalogue of Life.